# Chicago Stadium
Chicago Stadium foi um ginásio localizado em Chicago, no estado de Illinois, nos Estados Unidos.  Foi inaugurado em 1929, sendo a casa do time de basquetebol Chicago Bulls da NBA de 1967 até 1994 e do time de hóquei no gelo Chicago Blackhawks da NHL de 1929 a 1994, quando foi inaugurado o United Center, sendo este ginásio a atual casa de ambos os times. Em 1932 devido a uma nevasca, recebeu um jogo de futebol americano do Chicago Bears da NFL.